# Međunarodna svemirska postaja
Međunarodna svemirska postaja (eng. International Space Station - ISS), međunarodno je razvijena istraživačka postaja koja se trenutačno sastavlja u Zemljinoj nižoj orbiti. Radovi na sastavljanju u svemiru započeli su 1998. s planiranim završetkom do 2012. Postaja će u operativnoj uporabi ostati najmanje do 2020. s mogućnošću produžetka do 2028. Poput mnogih drugih umjetnih satelita, ISS je moguće vidjeti golim oko sa Zemlje. Služi kao istraživački laboratorij s mikrogravitacijskim uvjetima u kojima posada izvodi eskperimente s područja biologije, ljudske biologije, fizike, astronomije i meteorologije. Postaja pruža jedinstveno okruženje za testiranje sustava svemirskih brodova koji će se koristiti za ljudske misije na Mjesec i Mars. Postajom upravljaju Ekspedicijske posade te je trajno naseljena od 2. studenog 2000. što predstavlja neprekidnu ljudski prisutnost u svemiru više od 10 godina. Od studenog 2012. na postaji boravi posada Ekspedicija 34.
Postaja je "sinteza" više svemirskih projekata koji uključuju američki Freedom, sovjetski/ruski Mir-2, europski Columbus i japanski Kibō. Budžetna ograničenja dovela su do spajanja ovih projekata u jedan multi-nacionalni program. Projekt Međunarodne svemirske postaje započet je 1994. s Shuttle-Mir programom, te je prvi modul (Zarja) nove postaje lansirala Rusija 1998. godine. Od tada, moduli pod pritiskom, vanjske konstrukcije i druge komponente lansirane su američkim Space Shuttleovima te ruskim raketama Proton i Sojuz. Od lipnja 2011., postaja se sastoji od 15 modula pod pritiskom i opsežne strukture vanjskih nosača (ITS). Posljednji planirani modul, ruski laboratorij, planira se lansirati 2012. Električnu energiju omogućuje 16 solarnih ploča na vanjskim nosačima uz dodatak četiri manje ploče na ruskim modulima. Postaja se održava u orbiti na visini od 278 km do 460 km, pritom se gibajući prosječnom brzinom od 27.724 km/h.
Rukovođena kao zajednički projekt između pet sudjelujućih svemirskih agencija, sekcijama postaje upravljaju kontrole misije: NASA-e (SAD), RKA (Rusija), JAXA-e (Japan), CSA (Kanada) i ESA-e (Europa). Vlasništvo i uporaba svemirske postaje regulirano je međunarodnim ugovorima i sporazumima koji Rusiji omogućuju da zadrži puno vlasništvo nad svojim modulima dok se ostatak postaje dijeli na preostale zemlje. Postaju opskrbljuju letjelice Sojuz, Progress, Automated Transfer Vehicle i H-II Transfer Vehicle te su je posjetili astronauti iz 15 različitih zemalja. Cijenu postaje ESA je procijenila na 100 milijardi eura tijekom razdoblja od 30 godina iako druge procjene variraju od 35 do 160 milijardi dolara. Financiranje, istraživačke mogućnosti i tehnički dizajn ISS programa često su kritizirani zbog visokih troškova.

## Svrha
Prvenstveno istraživački laboratorij, ISS nudi prednosti nad drugim svemirskim letjelica poput NASA-inog Space Shuttlea zato što je napravljena kao dugoročna platforma u svemiru gdje se provode dugotrajne studije. Prisustvo stalne posade omogućuje direktno promatranje, nadopunjavanje, popravljanje i zamjenjivanje eksperimenata i komponenti same postaje. Znanstvenici na Zemlji imaju brz pristup podacima u svemiru što im omogućuje brzo modificiranje ili pokretanje novih eksperimenata - nešto što nije moguće u specijaliziranim letjelicama bez posade.
Posade, koje na postaji borave po više mjeseci, obavljaju znanstvene eksperimente svaki dan. Do završetka rada Ekspedicije 15, na postaji je izvedeno 138 značajnih istraživanja, te se znanstvena otkrića, na poljima od osnova znanosti do potpuno novih istraživanja, objavljuju svaki mjesec.
ISS omogućuje (sa svojom lokacijom u relativnoj sigurnosti Zemljine orbite) testiranje svemirskih sustava koji će biti potrebni za dugoročne misije na Mjesec i Mars. Pruža iskustvo u održavanju i popravljanju sustava u svemiru što će biti ključno u upravljanju svemirskim brodovima na dužim putovanjima.
Dio misije uključuje obrazovanje i međunarodnu suradnju. Posada ISS omogućuje studentima na Zemlji da zamisle eksperimente čije odvijanje mogu kasnije pratiti, izvoditi ih neovisno na Zemlji itd. Sam program ISS omogućuje pripadnicima četrnaest zemalja da zajedno rade u svemiru i pripremaju se za buduće multinacionalne misije.

### Znanstveno istraživanje
ISS predstavlja platformu na kojoj se mogu provoditi različiti eksperimenti koji zahtijevaju neobične uvjete kakvi vladaju na postaji. Glavna područja istraživanja su svemirska medicina, životne znanosti, fizikalna znanost, astronomija i meteorologija. Autorizacijskim aktom iz 2005., NASA je odredila američki segment postaje kao nacionalni laboratorij s ciljem povećanja uporabe ISS-a od strane drugih federalnih agencija i privatnog sektora.
Istraživanja na ISS-u otkrivaju nam nove činjenice oko posljedica dugotrajnog boravka u svemiru. Tako se trenutačno proučavaju mišićna atrofija, osteoporoza i pomicanje fluida, na osnovu čijih bi rezultata mogli zaključiti da li su kolonizacjia svemira i dugotrajni svemirski letovi mogući. Prema podacima dobivenim do 2006., gubitak koštane mase i mišćna atrofija sugeriraju nam da postoji veliki rizik od fraktura i problema s kretanjem nakon što bi astronauti sletjeli na neki planet zbog dugotrajnog međuplanetarnog puta (kao što je npr. šestomjesečni put do Marsa). Važnija medicinska istraživanja se odvijaju preko "Nacionalnog instituta za svemirska i biomedicinska istraživanja" (eng. National Space and Biomedical Research Institute). Posebno je istaknuta studija u kojoj astronauti navođeni od stručnjaka na Zemlji, izvode preglede ultrazvukom. Tu se posebno uzima u obzir dijagnoza i liječenje bolesti u svemiru jer se u posadi postaje često ne nalaze liječnici. Predviđa se da će ovaj način pregleda "iz daljine" pronaći primjenu i na Zemlji, posebno u ruralnim područjima gdje stručna pomoć nije dostupna. Znanstvenici proučavaju i utjecaj mikrogravitacijskog okruženja na evoluciju, rast, razvoj i unutarnje procese kod biljaka i životinja.
Istraživanje svojstava fluida u mikrogravitaciji znanstvenicima će se omogućiti bolje predviđanje ponašanje fluida. Budući da se fluidi u mikrogravitaciji mogu gotovo u potpunosti kombinirati, fizičari istražuju tvari koje se ne miješaju lako na Zemlji. Također, proučavanje reakcija koje usporavaju niska gravitacija i temperature omogućit će znanstvenicima bolje razumijevanje supravodljivosti.
Proučavanje materijala jedan je od bitnih elemenata istraživanja na Međunarondoj svemirskoj postaji s ciljem stvaranja ekonomske dobiti razvijajući bolje metode izrade materijala na Zemlji. Proučava se i utjecaj mikrogravitacije na unutarnje sagorijevanje kroz studiju korisnosti izgaranja i kontrole emisije zagađivača. Ova otkrića mogu unaprijediti naše znanje o proizvodnji energije i dovesti do ekonomskih i ekoliških dobitaka. Planovi predviđaju buduća proučavanja ozona, vodene pare, oksida u zemljinoj atmosferi te kozmičkih zraka, svemirske prašine, antimaterije i tamne tvari.

## Postanak
Međunarodna svemirska postaja predstavlja sintezu nekoliko nacionalnih svemiriskih postaja zamišljenih tijekom hladnog rata. NASA je na početku 1980-ih planirala izgradnju modularne postaje Freedom kao odgovor na sovjetske Saljutove i Mir dok su Sovjeti za 1990-te planirali Mir-2. Freedom nije zaživio zbog financijskih i konstrukcijskih ograničenja.
Freedom je raspadom Sovjetskog Saveza i okončanjem Svemirske utrke gotovo otkazan. Post-sovjetski ekonomski kaos u Rusiji doveo je do ukidanja Mira-2 nakon što je već izrađen bazni blok DOS-8. Sa sličnim financijskim problemima suočile su se i druge nacije što je nagnalo američku vladu da krene u pregovore s europskim državama, Rusijom, Japanom i Kanadom oko združenog programa.
U lipnju 1992. američki predsjednik George H. W. Bush i ruski predsjednik Boris Jeljcin dogovorili su suradnju na području istraživanja svemira. Nastali projekt uključivao je boravak jednog američkog astronauta na Miru i dva ruska kozmonauta na Space Shuttleu. U rujnu 1993. američki potpredsjednik Al Gore i ruskim premijer Viktor Černomirdin objavili su planove nove svemirske postaje koja će u konačnici postati Međunarodna svemirska postaja.
U skladu s planom, program ISS bi kombinirao ranije predložene svemirske postaje svih sudjelujućih agencija: NASA-in Freedom, ruski Mir-2, ESA-in Columbus i japanski Kibō. Kada je 1998. lansirana Zarja, prvi modul nove postaje, očekivalo se da će izgradnja biti gotova do 2003. no različiti problemi i komplikacije odgodili su to za 2011./2012.

## Struktura

### Sastavljanje
Sastavljanje Međunarodne svemirske postaje započelo je u studenom 1998. Astronauti komponente postaje spajaju kroz svemirske šetnje. Do 27. studenog 2009., obavili su ih 136, provevši 849 sati izvan letjelice u zadatcima sastavljanja i održavanja postaje.
Prvi segment ISS-a, modul Zarja, u svemir je lansiran 20. studenog 1998. pomoću ruske rakete Proton. Dostavljen pomoću Space Shuttlea (STS-88), modul Unity pridružio mu se dva tjedna kasnije. U srpnju 2000. postojećoj konfiguraciji dodana je ruska Zvezda što je postaji omogućilo trajnu posadu od tri člana. Prva posada, Ekspedicija 1, na postaju je došla u studenom 2000. pomoću Sojuza TM-31. Sljedeće dvije godine postaja je i dalje nadograđivana. Raketa Sojuz-U je donijela spojni odjeljak Pirs, Space Shuttleovi Discovery, Atlantis i Endeavour donijeli su laboratorij Destiny, zračnu komoru Quest, robotsku ruku Canadarm2 i više drugih dijelova.
Proširenje postaje usporeno je nesrećom Space Shuttlea Columbia (STS-107) 2003. Sastavljanje je nastavljeno 2005. lansiranjem misije STS-114.
Tijekom misija STS-116, STS-117 i STS-118 dostavljeno je nekoliko vanjskih nosača i dodatni set solarnih panela. Povećana proizvodnje električne energije omogućila je dodavanje novih modula pod pritiskom poput Harmonya i europskog Columbusa. Slijedile su prve dvije komponente Kiba te kompletiranje Integrated Truss Structurea s četvrtim i posljednjim parom solarnih panela. Zadnji dio Kiba dostavljen je u srpnju 2009. na STS-127 poslije čega je došao ruski Poisk. Treći čvor, Tranquility, dopremljen je u veljači 2010. na STS-130 zajedno s Cupolom. U svibnju iste godine s Atlantisom (STS-132) je došao i Rassvet. Posljednji modul pod pritiskom američkog segmenta postaje, Leonardo, na postaju je dostavljen Space Shuttleom Discovery što je ujedno bio i njegov posljednji let.
Prema stanju iz ožujka 2011., ISS se sastoji od petnaest modula pod pritiskom i Inegrated Truss Structurea. Lansiranje još čekaju ruski modul Nauka i brojne vanjske komponente poput European Robotic Arma.

### Moduli pod pritiskom
Po kompletiranju, ISS će se sastojati od šesnaest modula pod pritiskom ukupnog volumena oko 1000 kubičnih metara. To oključuje: laboratorije, spojna odjeljenja, zračne komore, čvorišta i životni prostor. petnaest ovih komponenti već je u svemiru dok još jedan čeka na lansiranje. Svaki modul je, ili će biti, dostavljen Space Shuttleom te raketama Proton ili Sojuz.
| Modul                                        | Misija sastavljanja | Datum lansiranja    | Lansirno sredstvo                | Država                              | Slika | Bilješka             |
| -------------------------------------------- | --- | ------------------- | -------------------------------- | ----------------------------------- | ----- | -------------------- |
| Zarja                                        | 1A/R | 20. studenog 1998.  | Proton-K                         | Rusija (graditelj) SAD (financijer) |       | [ 34 ]               |
| Zarja                                        | Prva komponenta ISS u svemiru, Zarja je u ranijoj fazi osiguravala električnu energiju, prostor za skladištenje, propulziju i navođenje. Danas se koristi kao skladište, i unutra pod pritiskom i izvana u obliku pričvršćenih spremnika goriva. |                     |                                  |                                     |       | [ 34 ]               |
| Unity (Čvor 1)                               | 2A | 4. prosinca 1998.   | Space Shuttle, STS-88            | SAD                                 |       | [ 35 ]               |
| Unity (Čvor 1)                               | Prvi čvorišni modul, spaja američku sekciju postaje s ruskom (via PMA-1) te služi kao spojište za nosač Z1, zračnu komoru Quest, laboratorij Destiny i čvorište Tranquility. |                     |                                  |                                     |       | [ 35 ]               |
| Zvezda                                       | 1R | 12. srpnja 2000.    | Proton-K                         | Rusija                              |       | [ 36 ]               |
| Zvezda                                       | Servisni modul postaje; koristi se kao prostor za boravak redovite posade, sustave kontroliranja okoliša i orbitalnu kontrolu. Služio i kao spojna lokacija za letjelice Sojuz, Progress i ATV. Dodatkom Zvezde omogućen je trajni boravak posade na postaji. |                     |                                  |                                     |       | [ 36 ]               |
| Destiny                                      | 5A | 7. veljače 2001.    | Space Shuttle, STS-98            | SAD                                 |       | [ 37 ]               |
| Destiny                                      | Glavno američko istraživačko postrojenje namijenjeno općim eksperimentima. Sadrži 24 International Standard Payload Racka od kojih se neki koriste za sustave kontrole okoliša i opremu za svakodnevne potrebe posade. Služi i kao polazna točke većeg dijela Integrated Truss Structurea. |                     |                                  |                                     |       | [ 37 ]               |
| Quest (Zajednička zračna komora)             | 7A | 12. srpnja 2001.    | Space Shuttle Atlantis, STS-104  | SAD                                 |       | [ 38 ]               |
| Quest (Zajednička zračna komora)             | Kao glavna zračna komora na ISS, iz nje u svemirske šetnje polaze astronauti u američkim EMU i ruskim Orlan odijelima. Sastoji se od dva segmenta: spremišta svemirskih odjela i prateće opreme te prostora iz kojeg astronauti izlaze u svemir. |                     |                                  |                                     |       | [ 38 ]               |
| Pirs                                         | 4R | 14. rujna 2001.     | Sojuz-U, Progress M-SO1          | Rusija                              |       | [ 39 ]               |
| Pirs                                         | Pirs postaji pruža dodatno spojno mjesto za letjelice Sojuz i Progress te omogućuje svemirske šetnje za astronaute u odijelima Orlan. Služi i kao spremište istih. |                     |                                  |                                     |       | [ 39 ]               |
| Harmony (Čvor 2)                             | 10A | 23. listopada 2007. | Space Shuttle, STS-120           | Europa (graditelj) SAD (operater)   |       | [ 40 ]               |
| Harmony (Čvor 2)                             | Drugi čvorišni modul postaje. Koristi se dobivanje električne energije, kao baza podataka i kao spojna točka nekoliko drugih modula preko svojih šest Zajedničkih vezivnih mehanizama (Common Berthing Mechanisms, CBM). Europski laboratorij Columbus i japanski Kibō laboratoriji su spojeni za Harmony dok se američki Space Shuttleovi spajaju na prednji dio preko PMA-2. Osim navedenog, služi i kao spojište za talijanski višenamjenski logistički modul kojega nose šatlovi tijekom logističkih misija. |                     |                                  |                                     |       | [ 40 ]               |
| Columbus (European laboratory)               | 1E | 7. veljače 2008.    | Space Shuttle Atlantis, STS-122  | Europa                              |       | [ 41 ] [ 42 ]        |
| Columbus (European laboratory)               | Glavno istraživačko postrojenje za europske potrebe. Sastoji se od generičkog laboratorija kao i aparata posebno za biologiju, biomedicinska istraživanja i fiziku fluida. S vanjske strane modula postavljeni su: European Technology Exposure Facility (EuTEF), Solar Monitoring Observatory, Materials International Space Station Experiment i Atomic Clock Ensemble in Space. Zbog potrebe proučavanja kvantne fizike i kozmologije planirano je daljnje proširenje modula.                                 |                     |                                  |                                     |       | [ 41 ] [ 42 ]        |
| Kibō Experiment Logistics Module (ELM)       | 1J/A | 11. ožujka 2008.    | Space Shuttle Endeavour, STS-123 | Japan                               |       | [ 43 ]               |
| Kibō Experiment Logistics Module (ELM)       | Dio japanskog eksperimentalnog laboratorija Kibō koji se koristi za skladištenje korisnih materijala. |                     |                                  |                                     |       | [ 43 ]               |
| Kibō Pressurised Module (JEM–PM)             | 1J | 31. svibnja 2008.   | Space Shuttle Discovery, STS-124 | Japan                               |       | [ 43 ] [ 44 ]        |
| Kibō Pressurised Module (JEM–PM)             | Dio japanskog eksperimentalnog modula Kibō čije je i središte. Na njega su spojeni JEM-ELM kao i vanjski Exposed Facility. Najveći je pojedinačni modul na ISS s ukupno 23 okvira za opremu od kojih je 10 za eksperimente. Koristi se za istraživanja iz svemirske medicine, biologije, biotehnologije, komunikacije kao i za promatranja Zemlje te proizvodnju materijala. Koristi se i vanjskom robotskom rukom JEM-RMS koja je spojena na modul.                                                             |                     |                                  |                                     |       | [ 43 ] [ 44 ]        |
| Poisk                                        | 5R | 10. studenog 2009.  | Sojuz-U, Progress M-MIM2         | Rusija                              |       | [ 45 ] [ 46 ]        |
| Poisk                                        | Jedan od ruskih dijelova ISS; Poisk se koristi za spajanje s letjelicama Sojuz i Progress, kao zračna komora za svemirske šetnje i sučelje za znanstvene eksperimente. |                     |                                  |                                     |       | [ 45 ] [ 46 ]        |
| Tranquility (Čvor 3)                         | 20A | 8. veljače 2010.    | Space Shuttle Endeavour, STS-130 | Europa (graditelj) SAD (operater)   |       | [ 47 ] [ 48 ]        |
| Tranquility (Čvor 3)                         | Treći i posljednji čvorišni modul. Sadrži sustav održavanja života koji reciklira otpadnu vodu i stvara kisik. Pruža četiri spojna mjesta za druge module i letjelice dok je na petom postavljena Cupola. |                     |                                  |                                     |       | [ 47 ] [ 48 ]        |
| Cupola                                       | 20A | 8. veljače 2010.    | Space Shuttle Endeavour, STS-130 | Europa (graditelj) SAD(operater)    |       | [ 49 ]               |
| Cupola                                       | Cupola je promatrački modul koji posadi ISS-a omogućuje izravan pogled na robotske operacije, spojene letjelice i Zemlju. Opremljena je s radnom stanicom za upravljanje SSRMS-om i vanjskim poklopcima kako bi se spriječila oštećenja od mikrometeora. |                     |                                  |                                     |       | [ 49 ]               |
| Rassvet (lit. dawn) (mini-research module 1) | ULF4 | 14. svibnja 2010.   | Space Shuttle Atlantis, STS-132  | Rusija                              |       | [ 50 ]               |
| Rassvet (lit. dawn) (mini-research module 1) | Koristi se za pristajanje drugih svemirskih letjelica i kao spremište unutar postaje. |                     |                                  |                                     |       | [ 50 ]               |
| Leonardo (Permanent Multipurpose Module)     | ULF5 | 24. veljače 2011.   | Space Shuttle Discovery, STS-133 | Italija (graditelj) SAD (operater)  |       | [ 51 ] [ 52 ] [ 53 ] |
| Leonardo (Permanent Multipurpose Module)     | Trajni višenamjenski modul Leonardo koristi se za spremanje rezervnih dijelova i zaliha kako bi prošlo više vremena između misija opskrbe. Napravljen je konverzijom talijanskog Višenamjenskog logističkog modula Leonardo. Spajanje Leonarda označilo je kompletiranje američkog segmenta postaje. |                     |                                  |                                     |       | [ 51 ] [ 52 ] [ 53 ] |

#### Predviđeni za lansiranje
| Modul                                  | Misija sastavljanja | Datum lansiranja | Lansirno sredstvo | Država | Slika | Bilješke      |
| -------------------------------------- | --- | ---------------- | ----------------- | ------ | ----- | ------------- |
| Nauka (Multipurpose Laboratory Module) | 3R | 2014.            | Proton-M          | Rusija |       | [ 54 ] [ 55 ] |
| Nauka (Multipurpose Laboratory Module) | MLM će biti glavni ruski istraživački modul s opremom za izvođenje mikrogravitacijskih eksperimenata, spajanje s drugim letjelicama i logističke potrebe. Bit će opremljen pomoćnim sustavom za održavanje orijentacije postaje. Prema trenutačnom rasporedu (ožujak 2011.), dolazak Nauke označit će posljednji ruski segment kao i posljednju veliku sekciju koja će biti pridodana postaji. |                  |                   |        |       | [ 54 ] [ 55 ] |

#### Otkazani
Nekoliko je modula planirano ali su tijekom vremena otkazani zbog više razloga: budžetnih ograničenja, jer su u međuvremenu postali nepotrebni ili zbog redizajna postaje nakon nesreće Space Shuttlea Columbie. To su:
- američki Centrifuge Accommodations Module za eksperimente oko umjetne gravitacije.
- američki Habitation Module koji se trebao koristiti kao boravišni prostor za posadu.[56]
- američki Crew Return Vehicle koji je trebao biti brod za spašavanje posade. Umjesto njega, koriste se ruski Sojuzi.[57]
- američki Interim Control Module i ISS Propulsion Module trebali su poslužiti kao zamjene za modul Zvezdu u slučaju njenog neuspjelog lansiranja.
- ruski Universal Docking Module na koji su se trebali spojiti ruski istraživački moduli.[58]
- Science Power Platform bi električnom energijom opskrbljivao ruski orbitalni segment neovisno o solarnim pločama.[58]
- dva ruska istraživačka modula planirana za različite znanstvene eksperimente.[59]

### Otvoreni elementi
Uz module pod pritiskom, ISS je sastavljena od velikog broja vanjskih (izloženih) komponenti. Najveći pojedinačni dio je Integrated Truss Structure (ITS) za koji su spojene glavne solarne ploče i termalni radijatori. Sastoji se od deset odvojenih segmenata koji zajedno čine strukturu dugačku 108,5 m.
Alfa magnetski spektrometar (Alpha Magnetic Spectrometere - AMS), eksperiment iz čestične fizike, je lansiran s misijom STS-134 i uskoro bi trebao biti posjen za ITS. Koristit će se za mjerenje kozmičkih zraka i potragu za tamnom tvari i antimaterijom.
ITS služi i kao baza za glavni daljinski upravljani manipulatorski sustav zvan Mobile Servicing System (MSS). On se sastoji od Mobile Base Systema (MBS, Canadarm2) i Special Purpose Dexterous Manipulatora. MBS se kreće na "tračncima" koje su ugrađene na određene segmente ITS omogućujući mu da robotskom rukom dobavi svaki dio američkog segmenta postaje. Dohvat MSS planira se povećati ugradnjom Orbiter Boom Sensor Systema koji bi trebao biti dopremljen tijekom misije STS-133.
U konačnoj konfiguraciji postaje postojat će još dva slična sustava. European Robotic Arm opsluživat će ruski orbitalni segment te će biti lansirana zajedno s modulom Nauka. Japanski Experiment Modul Remote Manipulator System, koji opslužuje JEM Exposed Facility, lansiran je tijekom misije STS-124 i spojen na JEM Pressurised Module. Uz dodatak nevednenih, postoje i dvije ruske Strela dizalice koje se koriste za svemirske šetnje i premještanje dijelova oko ruskog orbitalnog segmenta.
U svom završnom obliku, postaja ima nekoliko manjih vanjskih komponenti poput tri External Stowage Platforms (ESP-ovi) koje se koriste za skladištenje rezervnih dijelova. Četiri ExPrESS Logistics Carriera (ELC-ovi) omogućit će izvođenje eksperimenata u vakuumu svemira. ELC-ovi 1 i 2 na postaju su dopremljeni misijom STS-129 u studenom 2009., 3 u veljači 2011. s STS-133 dok se za ELC 4 planira misija STS-134. Postoje i dva vanjska elementa koja su spojena direktno na laboratorijske module. To su: JEM Exposed Facilitay koji služi japanskom JEM-u, i postrojenje na europskom laboratoriju Columbus koje omogućuje električnu energiju i podatkovnu vezu s eksperimentima poput European Technology Exposure Facility i Atomic Clock Enemble in Space. Instrument za daljinsko istraživanje SAGE III-ISS bit će dopremljen na postaju tijekom 2014. godine u kapsuli Dragon.

### Električna energija
Međunarodna svemirska postaja električnu energiju dobiva putem fotonaponskih ćelija. Ruski segment postaje, poput Space Shuttlea i većine drugih letjelica, koristi 28 voltnu istosmjernu struju koju stvaraju četiri solarne ploče postavljene direktno na module Zarja i Zvezda. Ostatak postaje koristi 130-180 V struju koju stvaraju američke PV ploče raspoređene kao četiri parna "krila". Pritom, svako krilo proizvodi gotovo 32,8 kW.
Struja se stabilizira i distribuira pri 160 V te se konvertira na 124 V. Viša voltaža prilikom distribucije omogućuje uporabu manjih i lakših vodiča. Dva segmenta postaje dijele struju putem pretvarača jer je otkazivanje ruskog Science Power Platforma učinilo ruski segment ovisnim o američkim solarnim pločama.
Postaja koristi punjive nikal-vodike baterije kao stabilan izvor energije tijekom 35 minuta svake 90-minutne orbite kada Zemlja zakloni Sunce. Ponovno se pune na "dnevnoj" strani Zemlje. Imaju životni vijek od 6,5 godina (više od 37.000 ciklusa punjenja i pražnjenja) te će se redovito zamjenjivati tijekom očekivanog životnog ciklusa postaje od 20 godina.
Američke solarne ploče prate položaj Sunca kako bi maksimizirale proizvodnju električne energije. Svaka ploča ima površinu od oko 375 m2 i dužinu od 58 m. U kompletnoj konfiguraciji, ploče prate Sunce rotirajući alfa kardanski zglob jednom po orbiti, dok beta zglob prati manje promjene u kutu između Sunca i postaje. Night Glider način rada noću poravnava ploče paralelno s vektorom brzine kako bi umanjio značajni aerodinamički otpor koji nastaje zbog relativno niske visine orbitiranja.

### Kontrola orbite
Međunarodna svemirska postaja održava se u gotovo kružnoj orbiti na minimalnoj visini od 278 km i maksimalnoj od 460 km. Putuje prosječnom brzinom od 27.724 km/h što joj omogućuje 15,7 orbita oko Zemlje dnevno. Normalna maksimalna visina postaje je 425 km zbog mogućnosti letjelica Sojuz da joj se približe. Budući da ISS zbog atmosferskog otpora konstantno gubi na visini, potrebno ju je nekoliko puta godišnje pogurati na višu visinu. Potrebni potisak može se ostvariti pomoću dva ugrađena potisnika na modulu Zvezda, spojenog Space Shuttlea, Progressa ili ESA-inog ATV-a. Obično su potrebne dvije orbite (tri sata) da se postaja smjesti na novu visinu.
U prosincu 2008. NASA je s tvrtkom Ad Astra Rocket Company potpisala sporazum koji može rezultirati testiranjem plazma pogona VASIMR na postaji što bi u konačnici omogućilo ekonomičnije održavanje postaje u stabilnoj orbiti. Položaj i brzina određuju se neovisno koristeći američki GPS te kombinaciju vektorskih ažuriranja s tla i ruskog GLONASS-a.

### Komunikacija
Radio komunikacija se koristi za telemetriju i znanstvene podatkovne veze između postaje i zemaljske kontrole. Radio veze se također koriste i tijekom susreta/spajanja s drugim letjelicama te za audio i video komunikaciju između članove posade, kontrolora leta i članova obitelji. Zbog toga, ISS je opremljena s unutarnjim i vanjskim komunikacijskim sustavima različitih namjena.
Ruski orbitalni segment komunicira direktno sa zemaljskom kontrolom zahvaljujući anteni Lira koja je postavljena na Zvezdu. Lira ima mogućnosti korištenja satelit Luch za prijenos podataka. Ovaj sustav, korišten za komunikaciju s Mirom, je zapušten tijekom 1990-ih te više nije u uporabi, iako se za 2011. planiraju lansirati dva nova, Luch-5A i Luch-5B, koji bi trebali ponovno osposobiti sustav. Drugi ruski komunikacijski sustav je Voškod-M koji omogućuje internu telefonsku komunikaciju između Zvezde, Zarje, Pirsa, Poiska i USOS-a te VHF radio vezu sa zemaljskom kontrolom preko antene na Zvezdi.
Američki orbitalni segment (USOS) koristi dvije odvojene radio veze koje su montirante na vanjsku strukturu Z1: S band (za audio) i Ku band (za audio, video i podatke). Njihovi se signali preusmjeravaju preko američkog Tracking and Data Relay Satellite Systema (TDRSS) na taj način omogućujući gotovo istovremenu komunikaciju s NASA-inim kontrolnim centrom u Houstonu. Podatkovni kanali za Canadarm2, Columbus i Kibō usmjeravaju se preko S band i Ku band sustava iako će europski EDRS i njegov japanski ekvivalent ubuduće moći upotpunjavati američki TDRSS u ovoj ulozi. Komunikacija između modula odvija se preko interne digitalne bežične mreže.
Tijekom svemirskih šetnji astronauti se služe UHF radiom. UHF koriste i svemirske letjelice koje dolaze na postaju poput Sojuza, Progressa, HTV-a, ATV-a i Space Shuttlea kako bi primali naredbe od kontrole misije i posade ISS. Automatizirane letjelice su opremljene s vlastitim komunikacijskim sustavima; ATV koristi laser i opremu na Zvezdi (Proximity Communications Equipment) kako bi se točno spojio s postajom.

### Mikrogravitacija
Na visini na kojoj orbitira postaja, gravitacija iznosi 88% one pri morskoj razini. I dok slobodni pad ISS stvara senzaciju bestežinskog stanja, stanje unutra se zapravo opisuje kao mikrogravitacijsko. Ovakvo stanje prividnog bestežinskog stanja nije savršeno jer na njega djeluje pet odvojenih faktora:
- otpor zraka od rijetke atmosfere,
- akceleracija koju izazivaju mehanički sustavi i posada,
- ispravci orbite koje izvode žiroskopi i potisnici,
- prostorna odvojenost od stvarnog težišta ISS. Bilo koji dio postaje koji nije u težištu, težit će vlastitoj orbiti.
- razlika u orbitalnoj ravnini između različitih lokacija na ISS.

### Održavanje života
Postajin Sustav kontrole okoliša i održavanja života (eng. Environmental Control and Life Support System, ECLSS) omogućuje ili kontrolira atmosferski tlak, detekciju i gašenje vatre, razinu kisika, gospodarenje otpadom i opskrbu vodom. Kisik stvaraju sustavi u modulima Zvezda i Destiny dok su pomoćni izvori kisik u bocama i kemijski generator kisika. Ugljični se dioksid iz zraka uklanja pomoću sustava Vozdukh u Zvezdi. Ostali nusproizvodi ljudskog metabolizma poput metana iz crijeva i amonijaka iz znoja ukaljanjaju se s filterima od aktivnog ugljena.
Sastav atmosfere ISS odgovara onome na Zemlji. Normalni tlak zraka iznosi 101,3 kPa, jednak onomu pri morskoj razini. Atmosfera slična zemljinoj je bolja za samu posadu ali i sigurnija jer je čisti kisik iznimno opasan u slučaju požara.

### Promatranje
Zbog svojih dimenzija i velikih reflektivnih površina, ISS je u pravo vrijeme i na pravom mjestu moguće vidjeti golim okom. U većini slučajeva, postaja je jedna od najsjanijih objekata ne nebu iako ju je moguće vidjeti samo u periodima od dvije do pet minuta. Da bi bila vidljiva na noćnom nebu, trebaju se ispuniti sljedeći uvjeti: postaja mora biti iznad horizonta promatrača i to na udaljenosti manjoj od 2000 km; na točki promatranja mora biti dovoljno mračno da bi se vidjele zvijezde i postaja mora biti obasjana Suncem umjesto da se nalazi u zemljinoj sjeni. Predvečer, kada se postaja udaljava od sumraka prema istoku, iznenadno će se pojaviti i nestati. U obrnutoj situaciji, može se pojaviti na nebu dok se bliži zori. S maksimalnim teoretskim sjajem magnitude -5,9 (tipčni maksimum iznosi -3,8), dovoljno je svijetla da se vidi tijekom dana bez optičkih pomagala.

## Politika, uporaba i financiranje

### Pravna stajališta
ISS je združeni projekt nekoliko partnera: američke Nacionalne aeronautičke i svemirske administracije (NASA), ruske Federalne svemirske agencije (RKA), japanske JAXA-e, Kanadske svemirske agencije (CSA) i Europske svemirske agencije (ESA).
Kao multinacionalni projekt, pravni i financijski aspekti postaje su složeni. Sporna su pitanja vlastništva modula, uporabe od strane sudjelujućih nacija i odgovornost oko opskrbe postaje. Obveze i prava ustanovljena su Međuvladinim dogovorom o svemirskoj postaji (Space Station Intergovernmental Agreement, IGA). Ovaj međunarodni sporazum potpisan je 28. siječnja 1998. od strane glavnih nacija uključenih u projekt svemirske postaje: Sjedinjenih Američkih Država, Rusije, Japana, Kanade i jedanaest članica europske svemirske agencije  (Belgije, Danske, Francuske, Njemačke, Italije, Nizozemske, Norveške, Španjolske, Švedske, Švicarske i Ujedinjenog Kraljevstva).
Drugi sloj dogovora sklopljen je u obliku Memoranduma o razumijevanju između NASA-e, ESA-e, CSA-e, RKA i JAXA-e. Ovi se sporazumi još dalje dijele u pravne poslove kao što su ugovorne obveze između nacija i razmjenu partnerskih prava i obveza. Uporaba ruskog orbitalnog segmenta također je dogovorena na ovoj razini. Kao dodatak glavnim međuvladinim dogovorima, u program je kao bilateralni partner Sjedinjenih Država bio uključen i Brazil koji je prema ugovoru trebao izrađivati sklopovlje za NASA-u. Zauzvrat, NASA bi Brazilu omogućila pristup svemirskoj postaji i slanje jednog astronauta tijekom trajanja programa. Međutim, zbog problema s cijenom, kooperant Embraer nije bio u mogućnosti isporučiti obećani ExPrESS ležaj te se Brazil povukao iz programa. Sličan ugovor s NASA-om glede usporedivih usluga ima i Italija iako već sudjeluje u programu direktno putem svoga članstva u ESA-i. Kina se navodno zainteresirala za projekt, pogotovo ako bi mogla surađivati s ruskom svemirskom agencijom. Međutim, od prosinca 2010. Kina i dalje ne sudjeluje. Čelni ljudi južnokorejske i indijske svemirske agencije 2009. su objavili da se njihove nacije planiraju uključiti u program putem pregovora koji bi trebali započeti 2010. Također su podržali ideju produženja životnog vijeka postaje. ESA je objavila da će europskim zemljama koje ne sudjeluju u programu biti omogućen pristup postaji u sklopu trogodišnjeg oglednog razdoblja.

### Pravo na uporabu
Rusko upravljanje vlastitim dijelom postaje omogućuje im pravo na gotovo polovicu boravišnog vremena za svoje posade. Raspodjela preostalog vremena (tri do četiri člana od šest trajnih) i sklopovlja u drugim sekcijama postaje dijeli se na sljedeći način:
- Columbus: 51% ESA, 46,7% NASA i 2,3% CSA.[18]
- Kibō: 51% JAXA, 46,7% NASA i 2,3% CSA.[85]
- Destiny: 97,7% NASA i 2,3% CSA.[106]
- Boravišno vrijeme, električna energija i pravo na kupnju logističkih usluga (npr. slanje i skidanje podataka i komunikacija): 76,6% NASA, 12,8% JAXA, 8,3% ESA i 2,3% CSA.[18][85][106]

### Troškovi
Troškovi Međunarodne svemirske postaje variraju od 35 do 160 milijardi američki dolara. ESA je procijenila da će na postaju u njenih ~30 godina postojanja biti potrošeno 100 milijardi eura. Točan iznos je nepoznat jer je teško odrediti koji troškovi pripadaju ISS programu ili na koji bi se način mjerio ruski doprinos.

### Kritike
Kritičari Međunarodne svemirske postaje smatraju da su novac i vrijeme utrošeni u nju mogli biti bolje iskorišten, uglavnom za projekte poput robotskog istraživanja Sunčevog sustava, istraživanja problema na Zemlji, kolonizacije Marsa ili jednostavno zbog uštede novca poreznih obveznika. Neki kritičari poput Roberta L. Parka tvrde da je ISS u konačnici planirana za jako malo eksperimenata; glavni adut svemirskog laboratorija je njegova mikrogravitacijska okolina koja se za manje novca mogla simulirati na Zemlji uz pomoć ponirućih zrakoplova.
Istraživačke mogućnosti ISS posebice su kritizirane nakon odustajanja od ambicioznog Centrifuge Accommodations Modulea koji, zajedno s drugim otkazanim uređajima, znači da su istraživanja na postaji uglavnom ograničena na eksperimente za koje nisu potrebni nikakvi posebni instrumenti. Tako su se na primjer u prvoj polovici 2007. na ISS uglavnom proučavale ljudske biološke reakcije na radi i boravak u svemiru pokrivajući teme poput bubrežnih kamenaca, biološkog sata i utjecaja kozmičkih zraka na živčani sustav. Druge kritike usmjerene su na visoku inklinaciju orbite što vodi do većih troškova lansiranja američkih letjelica.

### Kraj misije i planovi za deorbitiranje
NASA postaju planira deorbitirati u prvoj četvrtini 2016. Ipak, plan koji je 2004. postavila administracija tadašnjeg predsjednika Georgea W. Busha da se program okonča 2015., odbila je aktualna Obamina. S novim budžetom najavljenim 1. veljače 2010. administracija planira produžiti životni vijek ISS kroz 2020. Komisija Augustine koja je obavila reviziju američkog programa svemirskih letova s ljudskom posadom predložila je produženje životnog vijeka postaje do najmanje 2020. Leroy Chiao, bivši zapovjednik ISS i astronaut Space Shuttlea koji je sjedio u savjetničkoj komisiji u intervjuu za CNN je izjavio:
Razgovori između članova programa ISS čak sugeriraju da bi postaja mogla ostati operativna sve do 2025. ili 2028.
Multilateralni koordinacijski odbor (MCB) ISS partnera je na videokonferenciji 21. rujna 2010. saznao da su ruska i japanska vlada odobrile operacije do 2020. Europska svemirska agencija u međuvremenu je također odobrila produženje. Kanadska svemirska agencija radi sa svojom vladom kako bi potvrdili produženje nakon 2016. dok NASA nastavlja surađivati s Kongresom s istim planovima.
Deoribitiranje postaje je odgovornost američke NASA-e. Iako modul Zvezda ima pogonski sustav, isti nije dovoljno snažan kako bi osigurao kontrolirano deorbitiranje. Opcije koje se razmatraju za taj zadatak su modificirani europski ATV ili specijalno izrađeno vozilo za deorbitiranje.
Sudeći prema izvješću iz 2009., RKK Energia razmatra metode kako na kraju misije s postaje ukloniti neke module Ruskog orbitalnog segmenta i iskoristiti ih kao osnovu za novu postaju poznatu kao Orbital Piloted Assembly and Experiment Complex. Moduli koji se razmatraju za uklanjanje su Multipurpose Laboratory Module (MLM; Nauka) koji se planirali lansirati pred kraj 2011. te drugi ruski moduli koji će se do 2015. spojiti na MLM iako još nisu ugovoreni. MLM i prateći moduli su kandidati za odvajanje jer im životni vijek traje duže od 2016. ili 2020.

## Život na postaji

### Raspored
Vremenska zona u uporabi na postaji jest Koordinirano svjetsko vrijeme (eng. Coordinated Universal Time - UTC). Kako postaja svaki dan vidi 16 izlazaka i zalazaka sunca, tijekom "noćnih sati" prozori se pokrivaju kako bi se stvorio prividan osjećaj noći. Tijekom posjeta Space Shuttlea, posada ISS-a najčešće koristi vrijeme trajanja Space Shuttle misije (Mission Elapsed Time - MET). Kako se MET i UTC vrijeme često ne preklapaju, posada postaje svoje spavanje treba prilagoditi prije dolaska Space Shuttlea.
Tipičan radni dan započinje buđenjem u 06:00, nakon čega slijedi jutarnji pregled postaje. Prije nego što u 08:10 počnu s radom, posada doručkuje i sudjeluje u konferenciji s kontrolom misije. Slijedi prva dnevna vježba, nakon koje posada radi do 13:05 kada imaju jednosatni odmor za ručak. Poslijepodne se sastoji od dodatnih vježbi i obavljanja poslova do 19:30 kada posada večera i obavlja razne aktivnosti prije spavanja koje počinje u 21:30. Sveukupno, posada dnevno radi 10 sati tijekom radnih dana i 5 sati subotom dok ostatak vremena mogu iskoristiti za vlastito opuštanje, zabavu ili nadoknadu propuštenoga.

### Spavanje u svemiru
Za svakog trajnog člana posade, osiguran je smještaj na postaji. Dva prostora za spavanje nalaze se u ruskom segmentu, dok su dodatna četiri smještena u Tranquillityju. U američkim kabinama član posade na raspolaganju ima noćno svjetlo, policu, radni stol i priključak za prijenosno računalo. Za posade u posjetu predviđena je "obična" vreća za spavanje koju moraju pričvrstiti za zid kako u snu ne bi lebdjeli uokolo i oštetili osjetljivu opremu. Za normalno funkcioniranje kabina važan je i dobar sustav ventilacije jer se oko glava astronuta može formirati oblak ugljikovog dioksida kao nusprodukt disanja.

### Higijena
Otkad je iz nacrta uklonjen Habitation modul, postaja nije opremljena tušem. Umjesto toga, posada se koristi vodenim mlazom i mokrim krpama kako bi održavala higijenu. Na raspolaganju im je i šampon, te jestiva pasta za zube kako bi štedjeli vodu. Dva svermiska toaleta ruskog dizajna nalaze se u modulima Zvezda i Tranqulity. Koriste ventilatorski sustav usisavanja sličan onome na američkom Space Shuttleu. Čvrsti se otpad prikuplja u individualne vreće; one se zatim stavljaju u aluminijske kontejnere koji se prebacuju u letjelicu Progress koja će kasnije izvesti kontrolirano samouništenje u atmosferi. Urin se prikuplja i reciklira u pitku vodu.

### Hrana
Većina hrane na postaji dolazi u smrznutom ili konzerviranom obliku. Menije sastavljaju sami astronauti uz pomoć nutricionista prije odlaska na misiju. Svaki član posade ima zasebne pakete s hranom koje može spremiti u "kuhinji" s dva grijača hrane, frižiderom i spremnikom vode. Pića koja dolaze u obliku dehidriranog praška miješaju se s vodom prije konzumacije. Kruta jela se konzumiraju uz pomoć noža i vilice koji su magnetom spojeni za pladanj kako ne bi odletjeli. Osim toga, važno je pokupiti i sve ostatke hrane kako ne bi začepili filtere zraka ili oštetili opremu.

### Vježbanje
Najznačajniji nedostatak dugog boravka u bestežinskom stanju je mišićna atrofija i propadanje kostiju. Druge, također značajne nuspojave su: redistribucija fluida, usporavanje krvožilnog sustava, smanjena proizvodnja crvenih krvnih zrnaca, poremećaji ravnoteže i oslabljenje imunološkog sustava. Manje opasni simptomi su gubitak tjelesne mase, nazalna kongestija, poremećaji sna, pretjerano nadimanje i podbulost na licu. Potonji se počnu povlačiti ubrzo nakon povratka na Zemlju.
Kako bi se spriječili neki od navedenih efekata, postaja je opremljena s dvije trake za trčanje, aRED-om (advanced Resistive Exercise Device) koji omogućuje obavljanje različitih vježbi s podizanjem utega i fiksnim biciklom; svaki astronaut na navedenim spravama provede barem dva sata dnevno. Prilikom vježbanja na traci za trčanje astronauti koriste bungee konopac kako bi osigurali pritisak na podlogu i opterećenje za mišiće.

## Funkcioniranje

### Ekspedicije
Svaka trajna posada na postaji nosi određeni ekspedicijski broj. Ekspedicije obično traju oko pola godina i započinju nakon službene primopredaje postaje novom zapovjedniku misije. Ekspedicije od 1 do 6 su imale tri člana, no nesreća Space Shuttlea Columbia dovela je do smanjena na dva člana za Ekspedicije od 7 do 12. Na Ekspediciji 13 posada je ponovno povećena na troje što traje sve do danas (2. svibnja 2011.). Iako su samo tri člana posade stalno na postaji, nekoliko ekspedicija poput broja 16, su se sastojale od čak šest astronauta koji su dolazili i odlazili s postaje različitim letjelicama.
27. svibnja 2009. započela je Ekspedicija 20, prva sa šesteročlanom posadom. Na postaju su došli u dvije odvojene Sojuz-TMA letjelice: Sojuz TMA-14 26. ožujka i Sojuz TMA-15 27. svibnja. Ipak, ovo brojno stanje nije zadržano tijekom cijele godine. Kada su se Roman Romanenko, Frank De Winne i Bob Thirsk vratili na Zemlju u studenom 2009., dva tjedna na postaji su boravili samo Jeff Williams i Max Surayev. Brojka se povećala na pet članova na početku prosinca kada su s Sojuzom TMA-17 došli Oleg Kotov, Timothy Creamer i Soichi Naguchi. Smanjena je na tri kada su u ožujku 2010. otišli Williams i Surayev i zatim se konačno vratila na šest u travnju 2010. dolaskom Sojuza TMA-18 s Aleksandrom Skvortsovom, Mikhailom Korniyenkoom i Tracy Caldwell Dyson.
Međunarodna svemirska postaja je najposjećenija letjelica u povijesti svemirskih letova. Do 15. prosinca 2010. na njoj je boravilo 297 ljudi.

### Svemirske letjelice u posjeti
Međunarodnu svemirsku postaju posjećuju svemirske letjelice četiri različite agencije s raznim namjenama. Automated Transfer Vehicle Europske svemirske agencije, Progress ruske i HTV japanske JAXA-e služe za opskrbu postaje. Uz to, Rusija svoje Sojuze koristi za rotaciju posada i kao eventualne kapsule za spašavanje. Sjedinjene države opslužuju ISS putem programa Space Shuttle koji koriste za opskrbu, misije sastavljanja, logističke potrebe i rotaciju posada. Do 9. ožujka 2011., ISS je posjetilo 25 Sojuza, 41 Progress, 2 ATV-a, 2 HTV-a i 35 space shuttle misija. Svakoj je ekspediciji potrebno prosječno 2.722 kg raznih zaliha.
Rotacijske Sojuz i opskrbne Progress letjelice postaju posjećuju dva do tri puta godišnje (svaka), dok se za ATV i HTV od 2010. nadalje planiraju po jedan posjet godišnje.

#### Trenutačno spojene
Stanje na dan 3. prosinca 2017.
|        | Letjelica      | Misija            | Spojna točka | Datum spajanja      | Datum odvajanja (planiran) |
| ------ | -------------- | ----------------- | ------------ | ------------------- | -------------------------- |
| Rusija | Progress MS-06 | Progress 67 teret | Zvezda       | 16. lipnja 2017.    | 7. prosinca 2017.          |
| Rusija | Sojuz MS-05    | Expedition 52/53  | Rassvet      | 28. srpnja 2017.    | 14. prosinca 2017.         |
| Rusija | Sojuz MS-06    | Expedition 53/54  | Poisk        | 12. rujna 2017.     | 27. veljače 2018.          |
| Rusija | Progress MS-07 | Progress 68 teret | Pirs         | 16. listopada 2017. | Ožujak 2018.               |

### Sigurnost

#### Anomalije
Od kada je počela izgradnja postaje program se suočio s nekoliko velikih incidenata, neočekivanih problema i kvarova. Navedeni su utjecali na odugovlačenje sastavljanja postaje, smanjili su njene konačne mogućnosti i u određenim slučajevima da nisu bili ispravljeni, mogli su dovesti do napuštanja postaje zbog sigurnosnih razloga.
Prvo veliki udarac dogodio se 1. veljače 2003. nesrećom Shuttlea Columbia što je rezultiralo dvo i pol godišnjom suspenzijom američkog Shuttle programa i dodatnom jednogodišnjom suspenzijom nakon STS-114 jer problem s otpadanjem pjene nije riješen. Ovo je zaustavilo proces sastavljanja postaje i smanjilo njene operativne mogućnosti te, zbog pomanjkanja logističke potpore, smanjilo posadu na dvoje od Ekspedicije 7 do 12. Nakon nesreće Columbie uslijedilo je nekoliko manjih problema: curenje zraka iz američkog segmenta 2004. godine, dim iz generatora kisika Elektron 2006., i kvar računala u ruskom orbitalnom segmentu 2007. zbog kondenzacije koja je izazvala kratki spoj.
Probleme s unutarnjom opremom uskoro su zamijenili oni s vanjskom; za vrijeme misije STS-120, tijekom relokacije nosača P6 i solarnih ploča, primijećeno je da se jedan od panela oštetio i nije se u potpunosti raširio. Kako bi se popravila nastala šteta, astronauti Scott Parazynski i Douglas Wheeloch izveli su hitnu svemirsku šetnju pritom riskirajući potencijalnu nesreću zbog kratkog vremena za pripremu i mogućnosti električnog udara od panela. Problemi s panelima ponovili su se iste godine s desnim Solar Alpha Rotary Joint (SARJ) zglobom koji rotira panele na desnoj strani postaje. U pogonskom su motoru zamijećene intenzivne vibracije i visoki naponski skokovi što rezultiralo odlukom da se minimalizira uporaba desnog SARJ-a dok se ne otkrije uzrok problema. Svemirske šetnje za vrijeme misija STS-120 i 123 otkrile su veću količinu metalnih strugotina u mehanizmu s brzinama te su potvrdile štetu na velikom metalom prstenu u središtu zgloba. Popravci su obavljeni za vrijeme STS-126 podmazivanjem zglobova i zamjenom 11 od ukupno 12 kugličnih ležajeva.
U novije vrijeme, primijećeni su problemi s postajinim motorima i sustavima hlađenja. 2009. motorima na Zvezdi je izdana kriva naredba što je rezultiralo intenzivnim vibracijama koje su trajale više od dvije minute. Iako odmah nije zamjećena šteta, pretpostavlja se da su neke komponenete izložene stresu za koji nisu dizajnirane. Daljne analize ipak su potvrdile da nije bilo nikakvih oštećenja te da će sva oprema ispuniti svoj očekivani životni vijek. 2009. dogodio se kvar i na hladnjaku S1, dijelu sustava hlađenja postaje. Iako je problem primijećen još u rujnu 2008., smatrano je kako nije u pitanju nešto ozbiljno. 15. svibnja iste godine hladnjak je odvojen od ostatka sustava te je postojeći amonijak ispušten kako ne bi došlo do nekontroliranog curenja.

##### Kvar čvora za hlađenje A
1. kolovoza 2010. kvar na Čvoru A za hlađenje, jednom od dva vanjska, ostavio je postaju sa samo pola kapaciteta za hlađenje i nula viška u nekim sustavima. Problem s manifestirao u pumpama koje su održavale cirkulacija amonijevog hladila. Nekoliko podsustava, uključujući dva od četiri postajina žiroskopa, ugašena su kao posljedica navedenoga.
Planirane radnje odgođene su zbog serije svemirskih šetnji kako bi se popravio sustav hlađenja. Prva šetnja 7. kolovoza 2010. nije u potpunosti uspjela zbog curenja amonijaka. Tijekom druge šetnje, četiri dana kasnije, pokvarena pumpa je uspješno uklonjena. Organizirana je i treća šetnja kako bi se ponovno uspostavilo normalno funkcioniranje sustava.
Većinu sustava hlađenja na postaji izrađuje američki Boeing, uključujući i spornu pumpu.

### Orbitalni ostaci
Na niskoj visini na kojoj orbitira ISS nalazi se raznolik svemirski otpad; od cijelih potrošenih stupnjeva raketa do neoperativnih satelita, fragmenata eksplozija, ostataka boje, hladila od RORSAT-ova, male igle itd. Navedeni, uz dodatak prirodnih mikrometeorida, predstavljaju opasnost jer mogu probiti module pod pritiskom i izazvati štetu na drugim dijelovima postaje. Mikrometeoridi također predstavljaju opasnost astronautima tijekom svemirskih šetnji jer im mogu probušiti odijela i izazvati gubitak tlaka.
Svemirski se ostaci prate pomoću sustava na Zemlji koji posadu pravovremeno obavještavaju o objektima koji mogu izazvati ozbiljniju štetu. To omogućuje izvođenje potrebnih manevara (eng. Debris Avoidance Manoeuvre - DAM) uz pomoć potisnika na ruskom segmentu postaje kako bi se opasni objekti izbjegli. Do ožujka 2009. izvedeno je osam DAM-ova; prvih sedam između listopada 1999. i svibnja 2003.
Orbita se uobičajeno poveća za jedan ili dva kilometra na način da se poveća orbitalna brzina za 1 m/s. Ako se prijetnja od orbitalnih ostataka otkrije prekasno za sigurno izvođenje DAM-ova, posada zatvara sve pregrade na postaji i povlači se u letjelicu Sojuz kako bi bili spremni na evakuaciju ako je ona potrebna. Djelomična evakuacija izvedena je dvaput, 6. travnja 2003. i 13. ožujka 2009.

### Radijacija
Astronauti su bez zaštite Zemljine atmosfere izloženi većim količinama radijacije od kozmičkih zraka. Posada postaje izložena je otprilike 1 milisievertu radijacije svaki dan što je približno jednako količini koju bi netko dobio u godini na Zemlji iz prirodnih izvora. To rezultira povećanim rizikom od dobivanja raka. Velika količina radijacije može izazvati oštećenje kromosoma limfocita koji su ključni za ljudski imunološki sustav. Oslabljeli imunitet može dovesti do širenja infekcija među članovima posade. Učinci radijacije povezani su i sa sklonošću astronauta da dobiju sivu mrenu. Zaštićivanje i uzimanje preventivnih lijekova može smanjiti rizike na prihvatljivu razinu.
Unatoč pokušajima da se zaštita na ISS poboljša u odnosnu na ranije postaje poput Mira, razina radijacije unutar postaje i dalje nije značajnije smanjena. Zbog toga se smatra kako će nam trebati daljni razvoj tehnologija kako bi omogućili dugotrajne svemirske letove unutar Sunčevog sustava.